# Take This Waltz (film)
Pour les articles homonymes, voir Take This Waltz.
Pour plus de détails, voir Fiche technique et Distribution.
Take This Waltz ou Take This Waltz, une histoire d'amour au Québec, est une comédie dramatique réalisée par Sarah Polley en 2011.

## Synopsis
Quand Margot, 28 ans, rencontre Daniel, l'alchimie est immédiate. Épouse heureuse de Lou, elle réprime cette attirance aussi soudaine qu'inattendue. Lorsqu'elle découvre que Daniel habite depuis peu dans sa rue, Margot voit ses certitudes vaciller.

## Fiche technique
- Réalisation et scénario : Sarah Polley
- Production : Susan Cavan, Sarah Polley
- Chef costumier : Lea Carlson
- Compositeur : Jonathan Goldsmith
- Directeur de la photographie : Luc Montpellier
- Chef monteur : Christopher Donaldson
- Directeur du casting : John Buchan, Jason Knight
- Chef décorateur : Matthew Davies
- Mixage : John J. Thomson
- Coordinateur des cascades : Alison Reid (II)
- Monteur des effets sonores : Kevin Banks
- Superviseur musical : Jody Colero
- Langue : Anglais
- Date de sortie (DVD) : 15 mai 2013 en France.

## Distribution

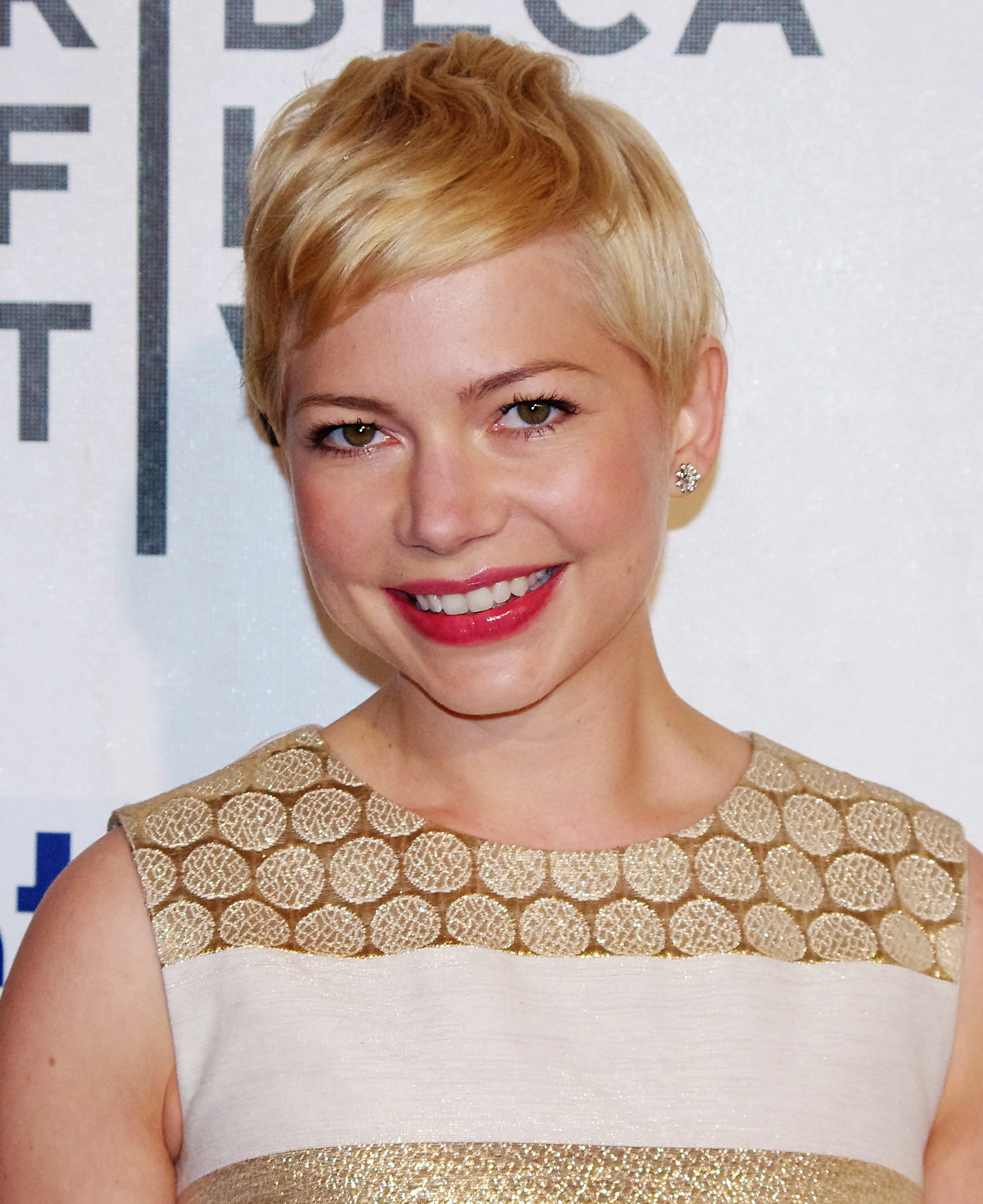
L'actrice Michelle Williams à la présentation du long-métrage au Festival du Film de Tribeca 2012.

- Michelle Williams (V.Q. : Julie Beauchemin) : Margot
- Seth Rogen (V.Q. : Tristan Harvey) : Lou Rubin
- Luke Kirby (V.Q. : Jean-François Beaupré) : Daniel
- Sarah Silverman (V.Q. : Émilie Bibeau) : Geraldine
- Jennifer Podemski (V.Q. : Isabelle Leyrolles) : Karen
- Diane D'Aquila (V.Q. : Chantal Baril) : Harriet
- Vanessa Coelho (V.Q. : Kaly Roy) : Tony
- Graham Abbey (V.Q. : Daniel Roy) : James
- Aaron Abrams : Aaron Rubin
- Dyan Bell : Dyan
- Albert Howell : Albert
- Danielle Miller : Danielle (sœur de Geraldine)
- Matt Baram : Matt
- Avi Philips : Avi
- Diane Flacks : Diane

Source et légende : Version québécoise (V.Q.) sur Doublage Québec.

## Réception

### Box-office
Le film a récolté  1.237.514 $ aux États-Unis (23 septembre 2012). Lors du premier week-end d'exploitation (1er juillet 2012) le film, projeté dans 30 salles à travers le pays, a remporté  137 019 $ (États-Unis).

## Récompenses
- 2012 : San Diego Film Critics Society Awards :  Meilleure actrice pour Michelle Williams
- 2013 : Chlotrudis Awards : Meilleur scénario original